# 原菜摘子
原 菜摘子（はら なつこ、1989年3月1日 - ）は、東京都青梅市出身の元女子サッカー選手、現サッカー指導者。2005年AFC年間最優秀女子選手賞受賞。2015年なでしこリーグベストイレブン選出。元サッカー日本女子代表。現役時代のポジションはミッドフィールダー。

## 来歴

### ユース
青梅市立第三中学校のころ日テレ・ベレーザの下部組織である日テレ・メニーナに入団。

### シニア
2006年、下部組織登録選手としてメニーナとベレーザの二重登録となり、翌2007年からベレーザの選手となった。
2008年までは、同ポジションにベテランの澤穂希や小林弥生などがいたため出場機会は少なかった。しかし2009年、澤がアメリカへ移籍すると空いた中盤のレギュラーを獲得した。
2015年シーズン、日テレ・ベレーザの5年ぶり13度目のリーグ優勝に貢献し、自身初めてリーグのベストイレブンに選出された。
2016年1月19日、2015シーズンをもって現役を引退することが発表された。

### 代表
2005年にはAFC U-17女子選手権2005で日本代表の主将として優勝に貢献し、大会MVPにも選ばれる。同年のアジアサッカー連盟(AFC)年間最優秀女子プレーヤーに選出される。
2010年、バイセンテニアル・ウィメンズ・カップ2010（開催国：チリ）に参加するなでしこジャパンのメンバーに初めて選ばれた。

## 所属クラブ
- 1995年 - 2001年 青梅新町FC
- 2001年 - 2006年 日テレ・メニーナ
- 2006年2月 - 2016年1月 日テレ・ベレーザ

## 個人成績

### クラブ
| 国内大会個人成績 | 国内大会個人成績 | 国内大会個人成績 | 国内大会個人成績 | 国内大会個人成績 | 国内大会個人成績 | 国内大会個人成績 | 国内大会個人成績 | 国内大会個人成績 | 国内大会個人成績 | 国内大会個人成績 | 国内大会個人成績 |
| 年度             | クラブ           | 背番号           | リーグ           | リーグ戦         | リーグ戦         | リーグ杯         | リーグ杯         | オープン杯       | オープン杯       | 期間通算         | 期間通算         |
| 年度             | クラブ           | 背番号           | リーグ           | 出場             | 得点             | 出場             | 得点             | 出場             | 得点             | 出場             | 得点             |
| 日本             | 日本             | 日本             | 日本             | リーグ戦         | リーグ戦         | リーグ杯         | リーグ杯         | 皇后杯           | 皇后杯           | 期間通算         | 期間通算         |
| ---------------- | ---------------- | ---------------- | ---------------- | ---------------- | ---------------- | ---------------- | ---------------- | ---------------- | ---------------- | ---------------- | ---------------- |
| 2006             | 日テレ・ベレーザ | 14               | なでしこ Div.1   | 4                | 0                | -                | -                | -                | -                | 4                | 0                |
| 2006             | 日テレ・メニーナ | 10               | -                | -                | -                | -                | -                | 3                | 1                | 3                | 1                |
| 2007             | 日テレ・ベレーザ | 14               | なでしこ Div.1   | 4                | 0                | 3                | 0                | 2                | 0                | 9                | 0                |
| 2008             | 日テレ・ベレーザ | 14               | なでしこ Div.1   | 5                | 1                | -                | -                | 3                | 1                | 8                | 2                |
| 2009             | 日テレ・ベレーザ | 7                | なでしこ Div.1   | 18               | 0                | -                | -                | 4                | 0                | 22               | 0                |
| 2010             | 日テレ・ベレーザ | 7                | なでしこ         | 17               | 2                | 6                | 0                | 1                | 0                | 24               | 2                |
| 2011             | 日テレ・ベレーザ | 7                | なでしこ         | 15               | 0                | -                | -                | 3                | 0                | 18               | 0                |
| 2012             | 日テレ・ベレーザ | 7                | なでしこ         | 17               | 0                | 6                | 3                | 2                | 0                | 25               | 3                |
| 2013             | 日テレ・ベレーザ | 10               | なでしこ         | 18               | 0                | 9                | 1                | 2                | 0                | 29               | 1                |
| 2014             | 日テレ・ベレーザ | 10               | なでしこ         | 28               | 1                | -                | -                | 4                | 0                | 32               | 1                |
| 2015             | 日テレ・ベレーザ | 10               | なでしこ1部      | 23               | 1                | -                | -                | 4                | 0                | 27               | 1                |
| 通算             | 日本             | 日本             | 1部              | 149              | 5                | 24               | 4                | 25               | 1                | 198              | 10               |
| 通算             | 日本             | 日本             | その他           | -                | -                | -                | -                | 3                | 1                | 3                | 1                |
| 総通算           | 総通算           | 総通算           | 総通算           | 149              | 5                | 24               | 4                | 28               | 2                | 201              | 11               |

- 日本女子サッカーリーグ
  - 初出場 - 2006年5月21日 INAC神戸レオネッサ戦 (国立西が丘サッカー場)
  - 初得点 - 2008年11月2日 岡山湯郷Belle戦 (岡山県美作ラグビー・サッカー場)

### 代表
- 2010年1月13日 - 日本代表初出場 -  デンマーク戦 (バイセンテニアル・ウィメンズ・カップ2010、チリ)

#### 主な出場歴
- U-17日本女子代表
  - 2005年 - AFC U-17女子選手権2005 韓国 (優勝)
- U-18日本女子代表
  - 2005年 - U-18アディダスカップ
  - 2005年 - 日・中・韓国際女子サッカー大会
- U-20日本女子代表
  - 2006年 - AFC U-19女子選手権2006 マレーシア (4位)
  - 2007年 - AFC U-19女子選手権2007 中国 (準優勝)
  - 2008年 - 2008 FIFA U-20女子ワールドカップ チリ (ベスト8)
- 日本女子代表 (なでしこジャパン)
  - 2010年 - バイセンテニアル・ウィメンズ・カップ2010

#### 試合数
| 日本代表 | 国際Aマッチ | 国際Aマッチ |
| 年       | 出場        | 得点        |
| -------- | ----------- | ----------- |
| 2010     | 2           | 0           |
| 通算     | 2           | 0           |

#### 出場試合
| #  | 開催日        | 開催都市 | スタジアム                                                       | 対戦国     | 結果  | 監督       | 大会                                     | 出典  |
| -- | ------------- | -------- | ---------------------------------------------------------------- | ---------- | ----- | ---------- | ---------------------------------------- | ----- |
| 1. | 2010年1月13日 | コキンボ |                                                                  | デンマーク | ○ 1-0 | 佐々木則夫 | バイセンテニアル・ウィメンズ・カップ2010 | [ 4 ] |
| 2. | 2010年1月15日 | コキンボ | エスタディオ・ビセンテナリオ・フランシスコ・サンチェス・ルモロソ | チリ       | △ 1-1 | 佐々木則夫 | バイセンテニアル・ウィメンズ・カップ2010 | [ 5 ] |

## タイトル

### クラブ
- 日テレ・ベレーザ
  - 日本女子サッカーリーグ: 5回 （2006、2007、2008、2010、2015）
  - なでしこリーグカップ: 3回 （2007、2010、2012）
  - 皇后杯全日本女子サッカー選手権大会: 3回 （2008、2009、2014）

### 代表
- U-17日本女子代表
  - AFC U-17女子選手権: 1回 （2005）

### 個人
- AFC U-17女子選手権
  - 最優秀選手: 1回 （2005）
- アジア年間最優秀選手賞: 1回 （2005）
- なでしこリーグ
  - ベストイレブン: 1回 （2015）